# Bountyskarv
Bountyskarv (Leucocarbo ranfurlyi) är en fåtalig fågelart i familjen skarvar inom ordningen sulfåglar, enbart förekommande i ögruppen Bountyöarna utanför Nya Zeeland.

## Utseende
Bountyskarven är en stor, 71 centimeter lång svartvit skarv. Ovansida och huvud svart med metallisk blåglans. Undersidan är vit. Fötterna är rosa. Vita vingfläckar bildar ett band på sittande fågelns vinge. Den saknar till skillnad från flera av sina släktingar vårtiga flikar i ansiktet.

## Utbredning och levnadssätt
Arten förekommer på Bountyöarna utanför Nya Zeeland. Den häckar mestadels på smala klipphyllor med bona ofta så nära som en meter ifrån varandra. Den livnär sig på fisk, sniglar, bläckfiskar, gråsuggor, tånglöss och krabbor.

## Systematik

### Släktestillhörighet
Bountyskarven placerades tidigare ofta i släktet Phalacrocorax. Efter genetiska studier som visar på att Phalacrocorax består av relativt gamla utvecklingslinjer har det delats upp i flera mindre, varvid bountyskarv med släktingar lyfts ut till släktet Leucocarbo.

### Skarvarnas släktskap
Skarvarnas taxonomi har varit omdiskuterad. Traditionellt har de placerats gruppen i ordningen pelikanfåglar (Pelecaniformes) men de har även placerats i ordningen storkfåglar (Ciconiiformes). Molekulära och morfologiska studier har dock visat att ordningen pelikanfåglar är parafyletisk. Därför har skarvarna flyttats till den nya ordningen sulfåglar (Suliformes) tillsammans med fregattfåglar, sulor och ormhalsfåglar.

## Status och hot
Arten har ett mycket begränsat utbredningsområde och en världspopulation på endast 620 individer. Beståndet verkar dock vara stabilt. Internationella naturvårdsunionen IUCN kategoriserar arten som sårbar, men noterar att om data skulle påvisa stora fluktuationer i beståndet eller att den minskar kraftigt så skulle arten uppgraderas till starkt hotad eller akut hotad. Det största långsiktiga hotet mot arten anses vara förändringar i levnadsmiljön, möjligtvis pådrivet av klimatförändringar.

## Namn
Fågelns vetenskapliga artnamn hedrar Uchter John Mark Knox, 5:e earl av Ranfurly (1856–1933), brittisk politiker och guvernör av Nya Zeeland 1897-1904.